# Стаськевич, Шимон
Ши́мон Стаське́вич (пол. Szymon Staśkiewicz; род. 3 января 1987, Зелёна-Гура) — польский пятиборец, выступающий за сборную Польши по современному пятиборью с 2006 года. Дважды серебряный призёр чемпионатов Европы в программе эстафеты, обладатель двух бронзовых медалей чемпионатов мира, победитель и призёр первенств национального значения, участник двух летних Олимпийских игр.

## Биография
Шимон Стаськевич родился 8 апреля 1987 года в городе Зелёна-Гура Любушского воеводства. Проходил подготовку в местном клубе ZKS Drzonków.
Выступал на различных юношеских и молодёжных соревнованиях с 2002 года. В 2006 году впервые вошёл в состав взрослой польской национальной сборной и дебютировал на этапах Кубка мира.
Первого серьёзного успеха на взрослом международном уровне добился в сезоне 2010 года, когда завоевал серебряную медаль в эстафете на чемпионате Европы в Дебрецене, при этом его партнёрами были Бартош Маевский и Томаш Хмелевский. Год спустя вместе с Маевским и Лукашом Клекатом повторил это достижение на аналогичных соревнованиях в Мидуэе.
Благодаря череде удачных выступлений удостоился права защищать честь страны на летних Олимпийских играх 2012 года в Лондоне — набрал здесь 5516 очков и расположился в итоговом протоколе соревнований на 24 строке.
После лондонской Олимпиады Стаськевич остался в основном составе национальной сборной Польши по пятиборью и продолжил принимать участие в крупнейших международных соревнованиях. Так, в 2014 году он побывал на домашнем чемпионате мира в Варшаве, откуда привёз награду бронзового достоинства, выигранную вместе с напарницей Октавией Новацкой в программе смешанной эстафеты. В следующем сезоне на мировом первенстве в Берлине совместно с партнёром Ярославом Свидерским стал бронзовым призёром в классической эстафете.
Находясь в числе лидеров польских пятиборцев, Шимон Стаськевич благополучно преодолел квалификацию на Олимпийские игры 2016 года в Рио-де-Жанейро — на сей раз набрал только 1390	очков и занял 29 место.
В 2017 году выступал на чемпионате Европы в Минске и на чемпионате мира в Каире, но попасть здесь в число призёров не смог.
Помимо занятий спортом также является военнослужащим, рядовой польской армии.